# Indywidualne Mistrzostwa Wielkiej Brytanii na Żużlu 1981
Indywidualne mistrzostwa Wielkiej Brytanii na żużlu – cykl turniejów żużlowych mających wyłonić najlepszych żużlowców brytyjskich w 1981 roku. Tytuł wywalczył Steve Bastable z Swindon Robins. 

## Wyniki

### Półfinał pierwszy
- 13 maja 1981 r. (środa),  Poole

| Msc. | Zawodnik         | Klub                   | Pkt |  |  |
| ---- | ---------------- | ---------------------- | --- |  |  |
| 1    | Dave Jessup      |                        | 13  |  |  |
| 2    | Steve Bastable   | Swindon Robins         | 13  |  |  |
| 3    | Gordon Kennett   |                        | 12  |  |  |
| 4    | John Davis       | Reading Racers         | 11  |  |  |
| 5    | Phil Collins     | Cradley Heath Heathens | 11  |  |  |
| 6    | Kevin Jolly      |                        | 9   |  |  |
| 7    | Kevin Smith      |                        | 9   |  |  |
| 8    | Malcolm Simmons  | Wimbledon Dons         | 9   |  |  |
| 9    | Roger Johns      |                        | 8   |  |  |
| 10   | Bob Garrad       | Hackney Hawks          | 6   |  |  |
| 11   | Paul Woods       |                        | 5   |  |  |
| 12   | Dave Morton      | Sheffield Tigers       | 4   |  |  |
| 13   | Neil Middleditch | Poole Pirates          | 4   |  |  |
| 14   | Nigel Flatman    |                        | 3   |  |  |
| 15   | Andy Grahame     | Birmingham Brummies    | 2   |  |  |
| 16   | Alan Molyneux    |                        | 0   |  |  |

Awans: 8 do finału

### Półfinał drugi
- 14 maja 1981 r. (czwartek),  Sheffield

| Msc. | Zawodnik       | Klub                   | Pkt |  |  |
| ---- | -------------- | ---------------------- | --- |  |  |
| 1    | Les Collins    | Leicester Lions        | 14  |  |  |
| 2    | Chris Morton   | Belle Vue Aces         | 13  |  |  |
| 3    | Kenny Carter   | Halifax Dukes          | 13  |  |  |
| 4    | Michael Lee    | King’s Lynn Stars      | 11  |  |  |
| 5    | Melvyn Taylor  |                        | 11  |  |  |
| 6    | John Louis     | Halifax Dukes          | 9   |  |  |
| 7    | Ian Cartwright |                        | 9   |  |  |
| 8    | Eric Broadbelt |                        | 8   |  |  |
| 9    | Alan Grahame   | Cradley Heath Heathens | 7   |  |  |
| 10   | Kevin Hawkins  |                        | 6   |  |  |
| 11   | Jim McMillan   |                        | 6   |  |  |
| 12   | Joe Owen       |                        | 5   |  |  |
| 13   | Peter Prinsloo |                        | 3   |  |  |
| 14   | Doug Wyer      | Halifax Dukes          | 3   |  |  |
| 15   | Reg Wilson     | Sheffield Tigers       | 2   |  |  |
| 16   | Ian Gledhill   |                        | 0   |  |  |

Awans: 8 do finału

### Finał
- 3 czerwca 1981 r. (środa),  Coventry

| Msc. | Zawodnik        | Klub                   | Pkt   |             |  |
| ---- | --------------- | ---------------------- | ----- | ----------- |  |
| 1    | Steve Bastable  | Swindon Robins         | 13 +3 | (2,3,3,3,2) |  |
| 2    | Kenny Carter    | Halifax Dukes          | 13 +2 | (3,2,3,2,3) |  |
| 3    | John Louis      | Halifax Dukes          | 13 +1 | (3,3,2,2,3) |  |
| 4    | Les Collins     | Leicester Lions        | 12    | (1,3,3,3,3) |  |
| 5    | Chris Morton    | Belle Vue Aces         | 10    | (3,3,2,1,1) |  |
| 6    | Dave Jessup     |                        | 9     | 2,1,1,2,3)  |  |
| 7    | Michael Lee     | King’s Lynn Stars      | 8     | (3,1,3,0,1) |  |
| 8    | Ian Cartwright  |                        | 7     | (2,0,1,1,3) |  |
| 9    | Malcolm Simmons | Wimbledon Dons         | 6     | (0,2,1,3,0) |  |
| 10   | Eric Broadbelt  |                        | 6     | (0,2,2,1,1) |  |
| 11   | Phil Collins    | Cradley Heath Heathens | 6     | (2,0,2,0,2) |  |
| 12   | Melvyn Taylor   |                        | 5     | (1,1,0,3,0) |  |
| 13   | John Davis      | Reading Racers         | 5     | (t,1,0,2,2) |  |
| 14   | Gordon Kennett  |                        | 5     | (1,2,0,1,1) |  |
| 15   | Kevin Smith     |                        | 2     | (1,0,1,0,0) |  |
| 16   | Kevin Jolly     |                        | 0     | (0,0,0,0,0) |  |